# Megalosaurus bucklandii
Megalosaurus bucklandii es la única especie conocida del género extinto Megalosaurus (en latín "lagarto grande") de dinosaurio terópodo megalosáurido, que vivió a mediados del período Jurásico, hace aproximadamente 166 millones de años, en el Bathoniense, en lo que hoy es Europa. Su nombre se deriva de las palabras griegas μεγαλο, Megalos, "grande" y σαυρος, Sauros, "lagarto". Buckland lo nombró en 1824 como Megalosaurus, refiriéndose a su gran tamaño, convirtiéndolo en el primer género de dinosaurio descrito. La especie, dedicada a Buckland, fue nombrada por Gideon Mantell en 1827. Este dinosaurio está relacionado, según lo descubierto, con Torvosaurus de América del Norte y Poekilopleuron de Francia.
En un tiempo, Megalosaurus fue un "taxón cajón de sastre", usado para clasificar muchas clases de grandes terópodos. Dilophosaurus, Eustreptospondylus y Metriacanthosaurus todos ellos fueron considerados en un principio como especies de Megalosaurus. En los años recientes, el género ha estado sujeto a una extensa reconsideración y la mayor parte de las especies han sido eliminadas del mismo.

## Descripción
Megalosaurus fue un depredador bípedo de unos 9 metros de largo y alrededor de una tonelada de peso con una estructura bien balanceada para la carrera. La estructura de las vértebras cervicales muestran que tenía un cuello flexible. Como todos los terópodos, tenía tres dedos en la parte delantera del pie y uno solo invertido. Aunque no habían alcanzado el tamaño minúsculo como en otros terópodos más modernos como el Tyrannosaurus, los miembros delanteros de Megalosaurus eran pequeños y tenían probablemente dígitos.
Viviendo en lo que ahora es Europa, durante el período Jurásico, hace 181 a 169 millones de años, Megalosaurus pudo haber cazado estegosauros y saurópodos. Las descripciones repetidas de la caza de iguanodontes por el megalosaurio a través de los bosques que entonces cubrieron el continente son probablemente inexactas, porque los esqueletos de iguanodonte se encuentran en formaciones del Cretácico Inferior, mucho más jóvenes que las del Jurásico Medio de donde provienen los megalosaurios. No se ha descubierto ningunos fósiles asignables a Megalosaurus en África, contrariamente a algunos libros anticuados. Aunque Megalosaurus era un carnívoro grande y habría podido atacar probablemente incluso los saurópodos más grandes, es también probable que consiguiera algo de su alimento por el carroñeo. Hay una buena exhibición descriptiva del megalosaurio y de la historia del descubrimiento, en el Museo de Historia Natural de la Universidad de Oxford.
Desde los primeros hallazgos, se han recuperado muchos otros huesos de Megalosaurus, sin embargo, aún no se ha encontrado un esqueleto completo. Por lo tanto, los detalles de su apariencia física pueden no ser ciertos. Sin embargo, Benson publicó en 2010 una osteología completa de todo el material conocido.

### Tamaño

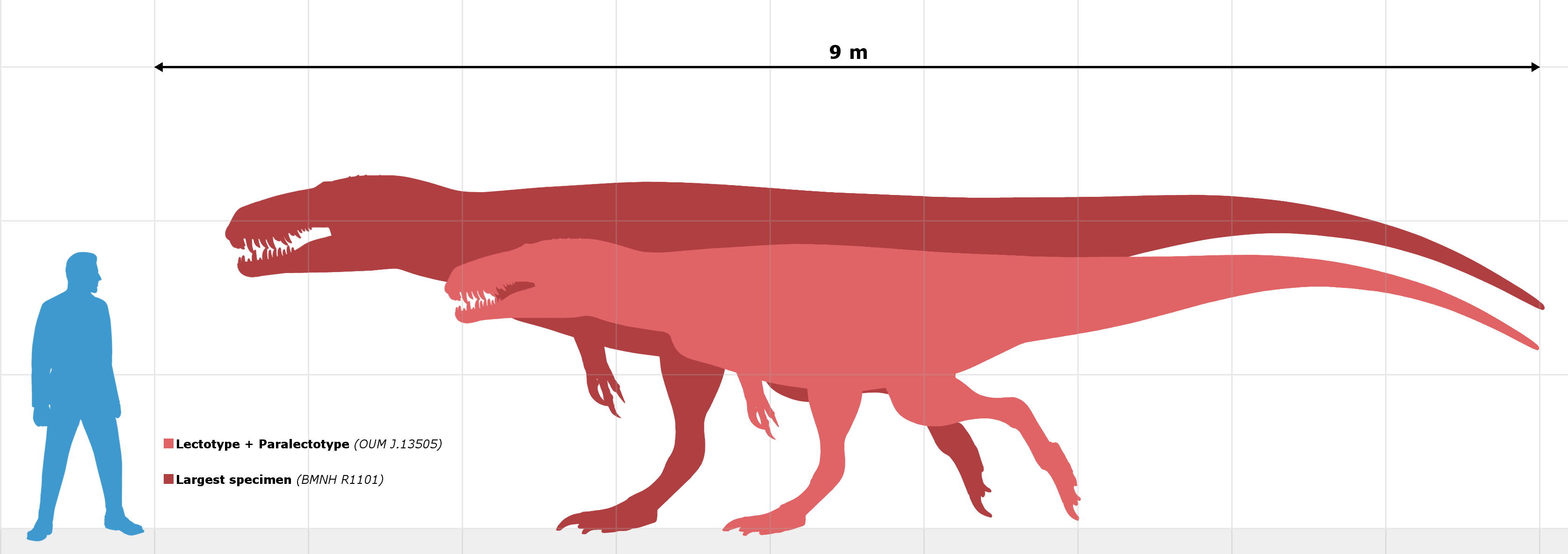
Tamaño comparativo. Humano en azul, lectotipo en rosa, espécimen más grande en rojo

Tradicionalmente, la mayoría de los textos, siguiendo la estimación de Owen de 1841, dan una longitud corporal de 9 metros para Megalosaurus. La falta de una serie vertebral dorsal articulada hace que sea difícil determinar un tamaño exacto. David Bruce Norman en 1984 pensó que Megalosaurus tenía entre 7 y 8 metros de largo. Gregory S. Paul en 1988 estimó el peso tentativamente en 1,1 toneladas, dado un fémur de 76 centímetros de largo. La tendencia a principios del siglo XXI de limitar el material al lectotipo inspiró estimaciones aún más bajas, sin tener en cuenta valores atípicos de identidad incierta. Paul en 2010 declaró Megalosaurus medía 6 metros de largo y 700 kilogramos de peso. Sin embargo, el mismo año Benson afirmó que Megalosaurus, aunque de tamaño mediano, todavía estaba entre los terópodos jurásicos más grandes. El espécimen BMNH 31806, un hueso del muslo de 803 milímetros de largo, indicaría un peso corporal de 943 kilogramos, utilizando el método de extrapolación de J. F. Anderson, método que, optimizado para mamíferos, tiende a subestimar las masas de terópodos en al menos un tercio. Además, el espécimen de hueso del muslo OUM J13561 tiene una longitud de aproximadamente 86 centímetros.

### Aspecto general
En general, Megalosaurus tenía la construcción típica de un gran terópodo. Era bípedo, el torso horizontal estaba equilibrado por una larga cola horizontal. Las extremidades posteriores eran largas y fuertes con tres dedos que soportaban el peso hacia adelante, las extremidades anteriores relativamente cortas pero excepcionalmente robustas y probablemente con tres dígitos. Siendo un carnívoro, su gran cabeza alargada tenía largos dientes en forma de daga para cortar la carne de su presa. El esqueleto de Megalosaurus está muy osificado, lo que indica un animal robusto y musculoso, aunque la parte inferior de la pierna no estaba tan pesadamente construida como la de Torvosaurus, un pariente cercano.

### Cráneo y mandíbula
El cráneo de Megalosaurus es poco conocido. Los elementos del cráneo descubiertos son generalmente bastante grandes en relación con el resto del material. Esto puede ser una coincidencia o indicar que Megalosaurus tenía una cabeza extraordinariamente grande. Se desconoce el premaxilar, lo que hace imposible determinar si el perfil del hocico era curvo o rectangular. Se sugiere un hocico bastante rechoncho por el hecho de que la rama frontal del maxilar era corta. En la depresión alrededor de la fenestra antorbital hacia el frente, se puede observar un hueco no perforante más pequeño que probablemente sea homólogo a la fenestra maxilar. El maxilar tiene 13 dientes. Los dientes son relativamente grandes, con una longitud de corona de hasta 7 centímetros. Los dientes están soportados desde atrás por placas interdentales altas, triangulares y sin fusionar. Los bordes cortantes tienen entre 18 y 20 denticulos por centímetro. La fórmula del diente es probablemente 4, 13–14 / 13–14. El hueso yugal está neumatizado, perforado por un gran agujero desde la dirección de la fenestra antorbital. Probablemente fue vaciado por una excrecencia de un saco de aire en el hueso nasal. Tal nivel de neumatización del yugal no se conoce de otros megalosáuridos y podría representar una autapomorfia separada.
La mandíbula inferior es bastante robusta. También es recto en la vista superior, sin mucha expansión en la punta de la mandíbula, lo que sugiere que las mandíbulas inferiores como un par, la mandíbula , eran estrechas. Varios rasgos identificados en 2008 como autapomorfias, que luego se descubrieron como resultado de daños. Sin embargo, una combinación única de rasgos está presente en el amplio surco longitudinal en el lado exterior, compartido con Torvosaurus, el pequeño tercer diente dentario y un canal vascular, debajo de la fila de placas interdentales, que solo está cerrado desde la posición del quinto diente en adelante. El número de dientes dentales probablemente fue de trece o catorce, aunque las muestras dañadas conservadas muestran como máximo once alvéolos. Las placas interdentales tienen lados internos lisos, mientras que las del maxilar están ranuradas verticalmente, Piatnitzkysaurus muestra la misma combinación. El surangular no tiene una plataforma ósea, ni siquiera una cresta, en su lado exterior. Hay lateralmente una abertura ovalada presente delante de la articulación de la mandíbula, un agujero surangular posterior, pero falta un segundo agujero anterior al frontal.

### Esqueleto axial
Aunque se desconocen los números exactos, la columna vertebral de Megalosaurus probablemente se dividió en diez vértebras del cuello, trece vértebras dorsales, cinco vértebras sacras y cincuenta a sesenta vértebras de la cola, como es común para las tetanuros basales.
El material de la pizarra de Stonesfield no contiene vértebras del cuello, pero se conoce una única vértebra cervical anterior rota de la cantera de New Park, la muestra BMNH R9674. La rotura revela grandes cámaras de aire internas. La vértebra también es muy neumática, con grandes pleurocelos, excavaciones neumáticas, a los lados. La cara posterior del centro es fuertemente cóncava. Las costillas del cuello son cortas. Las vértebras dorsales delanteras son ligeramente opistocélicas, con facetas frontales centrales convexas y facetas traseras centrales cóncavas. También están profundamente quillados, con la cresta en la parte inferior que representa aproximadamente el 50% de la altura total del centro. Las vértebras dorsales delanteras quizás tengan un pleurocelo por encima de la diáfisis, el proceso de la articulación costal inferior. Las vértebras dorsales traseras, según Benson, no son neumáticas. Son ligeramente anficélicas, con facetas centrífugas huecas. Tienen procesos articulares secundarios, formando un complejo hiposfeno-hipantro, el hiposfeno tiene una sección transversal triangular transversal. Se desconoce la altura de las espinas dorsales de las dorsales posteriores, pero una columna alta en una vértebra de la cola del material de la cantera de New Park, la muestra BMNH R9677, sugiere la presencia de una cresta en el área de la cadera. Las espinas de las cinco vértebras del sacro forman una placa supraneural, fusionada en la parte superior. Las partes inferiores de las vértebras sacras son redondeadas pero la segunda sacral tiene una quilla, normalmente es el tercer o cuarto sacro el que tiene una cresta. Las vértebras sacras parecen no estar neumatizada, pero tienen excavaciones a los lados. Las vértebras de la cola son ligeramente amficoelicas, con facetas centrales huecas en la parte frontal y posterior. Tienen excavaciones a sus lados y una ranura longitudinal en la parte inferior. Las espinas neurales de la base de la cola son transversalmente delgadas y altas.

### Esqueleto apendicular

#### Miembros anteriores
El omóplato o escápula es corto y ancho, su longitud es aproximadamente 6,8 veces el ancho mínimo. Este es un rasgo raro y basal dentro de Tetanurae. Su parte superior se curva ligeramente hacia atrás en vista lateral. En el lado exterior inferior de la lámina hay una cresta ancha, que se extiende desde justo debajo de la articulación del hombro hasta aproximadamente la mitad de la longitud, donde se fusiona gradualmente con la superficie de esta. El borde frontal medio en aproximadamente el 30% de su longitud se adelgaza formando una cresta ligeramente sobresaliente. La escápula constituye aproximadamente la mitad de la articulación del hombro, que está orientada oblicuamente hacia los lados y hacia abajo. El coracoides está en todos los especímenes conocidos fusionados con la escápula en un escapulocoracoides, sin una sutura visible. El coracoides como tal es una placa ósea ovalada, con su lado más largo unido a la escápula. Está perforado por un gran agujero ovalado, pero falta el jefe habitual para la fijación de los músculos de la parte superior del brazo.
El húmero es muy robusto con extremos superiores e inferiores fuertemente expandidos. El espécimen de húmero OUMNH J.13575 tiene una longitud de 388 milímetros. Su circunferencia del eje es igual a aproximadamente la mitad de la longitud total del húmero. La cabeza del húmero continúa hacia adelante y hacia atrás en grandes protuberancias, formando una placa ósea masiva. En el lado externo delantero del eje está presente una gran cresta deltopectoral triangular, lugar de incerción para el Músculo pectoral mayor y el Músculo deltoideo. Cubre aproximadamente la mitad superior de la longitud del eje, su ápice se coloca bastante bajo. El cúbito es extremadamente robusto, por su tamaño absoluto más construido que con cualquier otro miembro conocido de las Tetanurae. El único espécimen conocido, BMNH 36585, tiene una longitud de 232 milímetros y una circunferencia mínima del eje de 142 milímetros. El cúbito es recto en vista frontal y tiene un gran olécranon, el proceso de fijación para el Músculo tríceps braquial El radio, la muñeca y la mano son desconocidos.

#### Miembros posteriores
En la pelvis, el ilion es largo y bajo, con un perfil superior convexo. Su hoja frontal es triangular y bastante corta, en el extremo frontal hay un pequeño punto caído, separado por una muesca del pedúnculo púbico. La lámina trasera es aproximadamente rectangular. El lado externo del ilion es cóncavo, y sirve como superficie de fijación para el Músculo iliofemoral, el músculo principal del muslo. Por encima de la articulación de la cadera, en esta superficie hay una cresta vertical baja con surcos verticales conspicuos. La parte inferior de la lámina trasera está excavada por un canal estrecho pero profundo que forma una plataforma ósea para la fijación del Músculo caudofemoral breve. El lado externo de la lámina trasera no coincide con el lado interno, por lo que puede verse como una "lamina medial" separada que en la vista lateral es visible en dos lugares, en la esquina entre el lado externo y el pedúnculo isquiático y como un pequeño superficie detrás de la punta trasera extrema del lado exterior de la lámina trasera. El hueso púbico es recto. Los huesos púbicos de ambas mitades de la pelvis están conectados a través de faldas óseas estrechas que se originaron en una posición bastante alta en el lado posterior y continuaron hacia abajo hasta un punto bajo en el lado frontal del eje. El isquion tiene una vista lateral en forma de S, que muestra en el punto de transición entre las dos curvaturas una protuberancia rugosa en el lado exterior. En el borde frontal del eje isquiático hay un proceso obturador en forma de una cresta baja, en su parte superior separada del eje por una muesca. A continuación, Esta cresta continúa en una falda ósea excepcionalmente gruesa en el lado posterior interno del eje, que cubre más de la mitad de su longitud. Hacia el final del eje, esta falda se fusiona gradualmente con ella. El eje finalmente termina en un "pie" considerable con un perfil inferior convexo.
El fémur es recto en la vista frontal. Visto desde la misma dirección, su cabeza es perpendicular al eje, vista desde arriba, está orientada 20 ° hacia el frente. El trocánter mayor es relativamente ancho y está separado del trocánter menor robusto frente a él, por una fisura. En la base frontal del trocánter menor está presente un trocánter accesorio bajo. En el extremo inferior del fémur, un surco frontal extensor distintivo separa los cóndilos. En el lado interno superior de este surco hay un área rugosa que continúa hacia adentro en una cresta longitudinal, un rasgo megalosauroide típico. La espinilla o tibia, es relativamente recta, ligeramente curvado hacia adentro. Hacia abajo, su eje se aplana progresivamente de adelante hacia atrás, lo que da como resultado una sección transversal generalmente ovalada. Durante aproximadamente un octavo de su longitud, el extremo inferior delantero del eje está cubierto por una rama vertical del astrágalo. Del pie, solo el segundo, tercer y cuarto metatarsianos son conocidos, los elementos óseos que estaban conectados a los tres dedos que soportan peso. Son rectos y robustos, mostrando fosas de ligamentos en sus lados inferiores. El tercer metatarsiano no tiene cóndilos claros en su extremo inferior, lo que resulta en una articulación más flexible, lo que permite un mínimo de movimiento horizontal. El lado interno superior del tercer metatarsiano lleva una cresta única que encaja en una ranura a lo largo del lado externo superior del segundo metatarsiano, lo que provoca una conexión más estrecha.

### Antiguas descripciones
En 1852, Benjamin Waterhouse Hawkins fue comisionado para construir un modelo de Megalosaurus para la exhibición del Crystal Palace, que se conserva aún hoy en día. Los primeros paleontólogos, nunca habían visto una criatura como esta anteriormente, reconstruyéndolos como dragón en la mitología popular, con una enorme cabeza y caminando sobre cuatro patas. No fue hasta mitad del siglo XIX cuando otros terópodos se encontraron en América del Norte, que un cuadro más exacto fue desarrollado. Una gran confusión todavía existe, antes de que la clasificación de los dinosaurios se convirtiera en un asunto más serio, a todos los terópodos de Europa se les dio el nombre de Megalosaurus. Desde entonces, éstos se han reclasificado pero sobre todo en los trabajos científicos más viejos se pueden percibir todavía la confusión. Para aumentar dicha confusión, el diagrama reproducido del esqueleto de un Megalosaurus, fue producido antes de que se hubiera encontrado alguna vértebra. Mientras que el dibujo de Friedrich von Huene de la Universidad de Tübingen, Alemania, utilizó las espinas dorsales de Altispinax, un misterioso terópodo grande conocido por las altas espinas de sus vértebras dorsales y clasificado ocasionalmente como espinosáurido. Por lo tanto, muchos dibujos posteriores, basados en su original, muestran Megalosaurus con un borde espinal profundo o más aún una pequeña vela, como la de Spinosaurus.

## Descubrimiento e investigación
Megalosaurus tiene el privilegio de ser el primer dinosaurio nombrado en la historia moderna. Antes de la clasificación lineana, algunos fósiles hoy considerados Megalosaurus también podrían ser considerados los primeros nombrados como Scrotum humanum, Brookes, 1763, aunque su posición podría perderse con el redescubrimiento de Rutellum implicatum acuñado en 1699, para lo que podría ser un diente de sarópodo. Aunque antiguamente más de 20 especies se han nombrado en todo el mundo para Megalosaurus, solo la especie original Megalosaurus bucklandii es considerada válida, encontrada únicamente en la Formación Corallian Oolite y en la Formación Taynton Limestone del Jurásico Medio de Oxfordshire y Gloucestershire, al sudeste de Inglaterra. Una segunda especie es considerada dudosa, M. cambrensis, del sur de Gales. También se han reportado posibles restos de Megalosurus sp en Francia y Portugal.

### Las primeras piezas

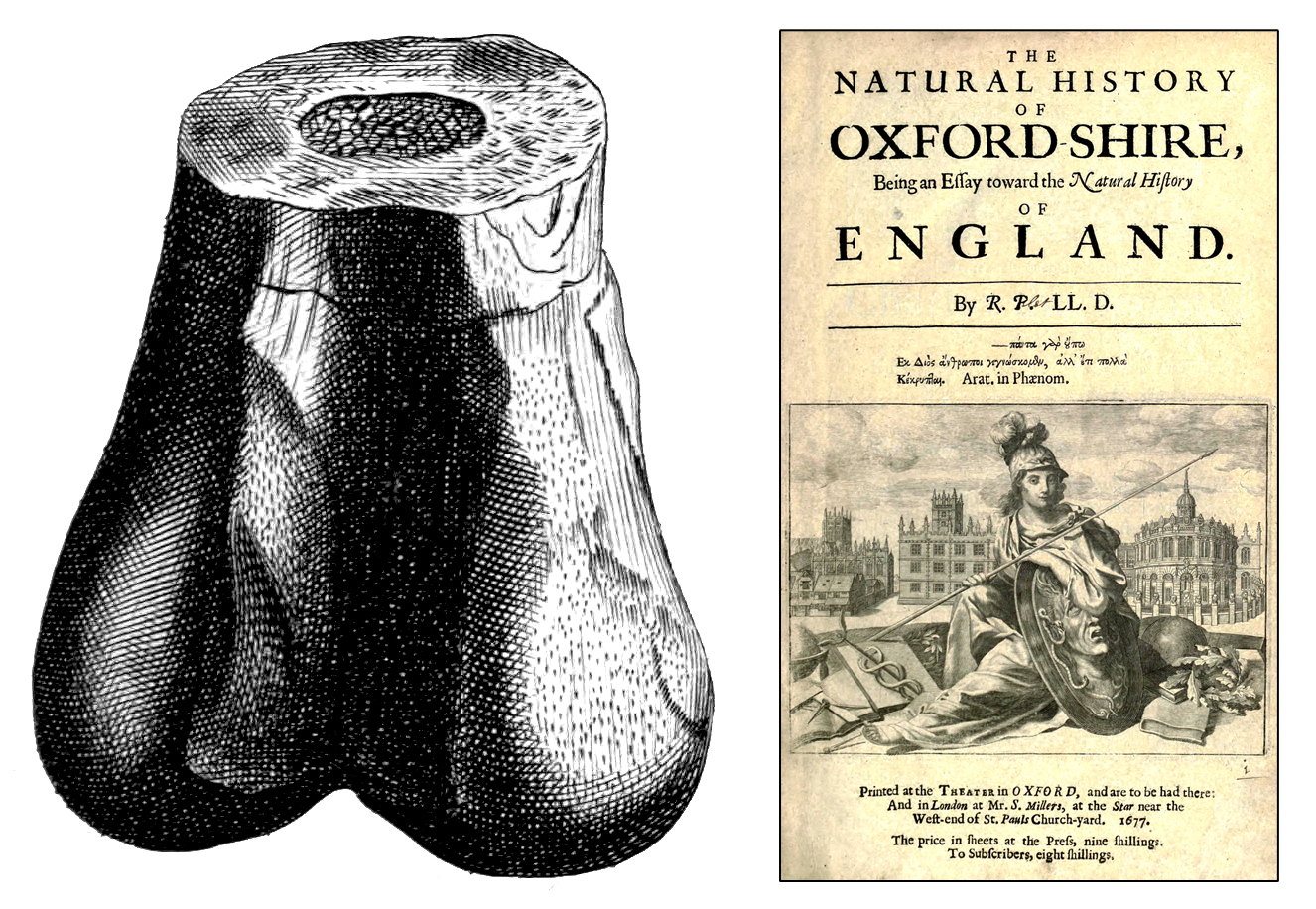
Historia Natural de Oxfordshire de Robert Plot, 1677 (derecha). Ilustración de Plot de la extremidad inferior del fémur del Megalosaurus (izquierda).

Este género fue el primero en ser descrito y nombrado entre todos los dinosaurios que se conocen. Un fragmento de hueso fue recuperado de una cantera de caliza en Cornwell, Inglaterra en 1677. El fragmento fue enviado a Robert Plot, profesor de química en la Universidad de Oxford y primer conservador del Museo Ashmolean, que publicó una descripción en su Historia Natural de Oxfordshire en 1676. Correctamente identificó al hueso como la extremidad inferior del fémur de un animal grande, y reconoció que era demasiado voluminoso como para pertenecer a cualquier especie conocida. Desde entonces el hueso ha estado perdido pero la ilustración es bastante detallada como para identificarlo claramente como el fémur de Megalosaurus. Fue la primera ilustración de un hueso de dinosaurio publicada. Al principio concluyó que era el hueso del muslo de un elefante de guerra romano y luego el de un humano gigante, como los mencionados en la Biblia. El hueso se ha perdido desde entonces, pero la ilustración es lo suficientemente detallada como para que algunos lo hayan identificado como el de Megalosaurus.

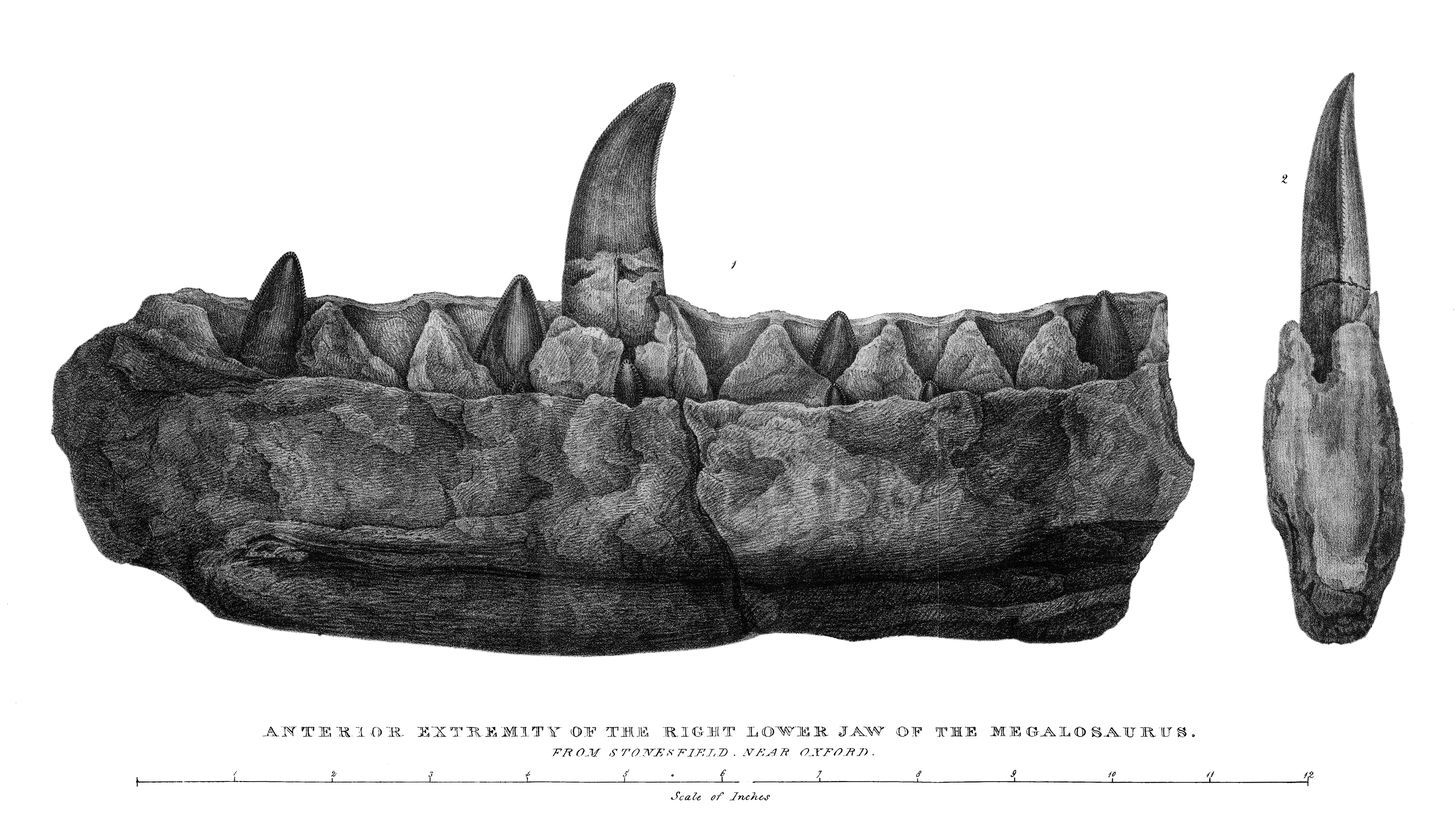
Grabado de William Buckland "Noticia sobre el Megalosaurus o gran Lagarto Fósil de Stonesfield", 1824. El título lee "la extremidad anterior de la mandíbula derecha inferior del Megalosaurus de Stonesfield cerca de Oxford".

Antes del siglo XVIII se creía en China que los fósiles de dinosaurio que de tanto en tanto se encontraban eran de dragones. Se ha argumentado que a este posible hueso de Megalosaurus se le dio el primer nombre de especie aplicado a un dinosaurio extinto. El grabado de Plot del hueso Cornwell se utilizó nuevamente en un libro de Richard Brookes en 1763. Brookes, en una leyenda, lo llamó Scrotum humanum basado en la semejanza en aspecto a un par de testículos humanos; en ese tiempo se creyó en varios países de Europa que esos huesos eran de humanos gigantes. En 1970, el paleontólogo Lambert Beverly Halstead señaló que la similitud de Scrotum humanum con el nombre de una especie moderna, un llamado " binomial linneano" que tiene dos partes, no fue una coincidencia. Linneo, el fundador de la moderna taxonomía en el siglo XVIII no solo había ideado un sistema para nombrar a las criaturas vivientes, sino también para clasificar los objetos geológicos. El libro de Brookes trataba sobre la aplicación de este último sistema a las curiosas piedras encontradas en Inglaterra. Según Halstead, Brookes había utilizado deliberadamente la nomenclatura binomial y de hecho había indicado el posible espécimen tipo de un nuevo género biológico. De acuerdo con las reglas del Código Internacional de Nomenclatura Zoológica (ICZN), el nombre Scrotum humanum en principio tenía prioridad sobre Megalosaurus porque fue publicado primero. Que Brookes entendiera que la piedra en realidad no representaba un par de testículos petrificados era irrelevante. Aunque esta teoría y nombre legalmente tengan prioridad, autores subsecuentes han decidido tratarlo como una curiosidad más que una tentativa seria de proponer un nombre científico. El nombre no es considerado por no ser un apropiado "nombre Lineano" para el animal en cuestión en ese momento, y no fue utilizado en literatura subsecuente. Técnicamente, aunque, el nombre fue publicado después del advenimiento de la nomenclatura binomial, y si fuera pensado para representar la erección de un nuevo género tendría prioridad sobre Megalosaurus. Sin embargo, las reglas ICZN dice de que si un nombre se deja de usar por 50 años después de la publicación, el estado es dado de baja, no siendo considerado más en la prioridad de nomenclatura. Por lo tanto, el nombre Scrotum humanum es un nomem oblitum, o "nombre olvidado", incluso si había sido un género válido en un principio.

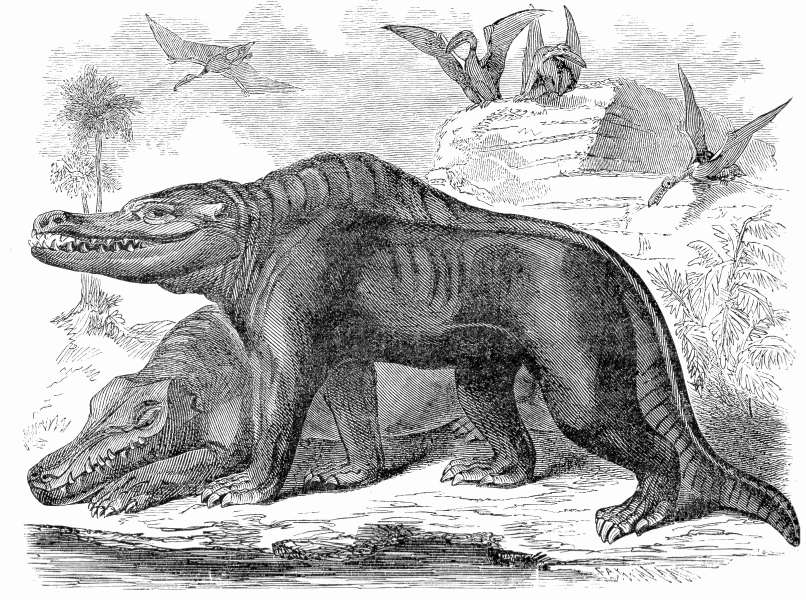
Grabado antiguo de dos Megalosaurus con la clásica postura (incorrecta) de la época.

### La investigación de Buckland
Durante la última parte del siglo XVIII, el número de fósiles en las colecciones británicas aumentó rápidamente. Según una hipótesis publicada por el historiador científico Robert William Theodor Gunther en 1925, entre ellos se encontraba una mandíbula inferior parcial de Megalosaurus, adquirida en octubre de 1797 por Christopher Pegge por 10 £sd y se agregó a la colección de la universidad Anatomy School of Christ Church.

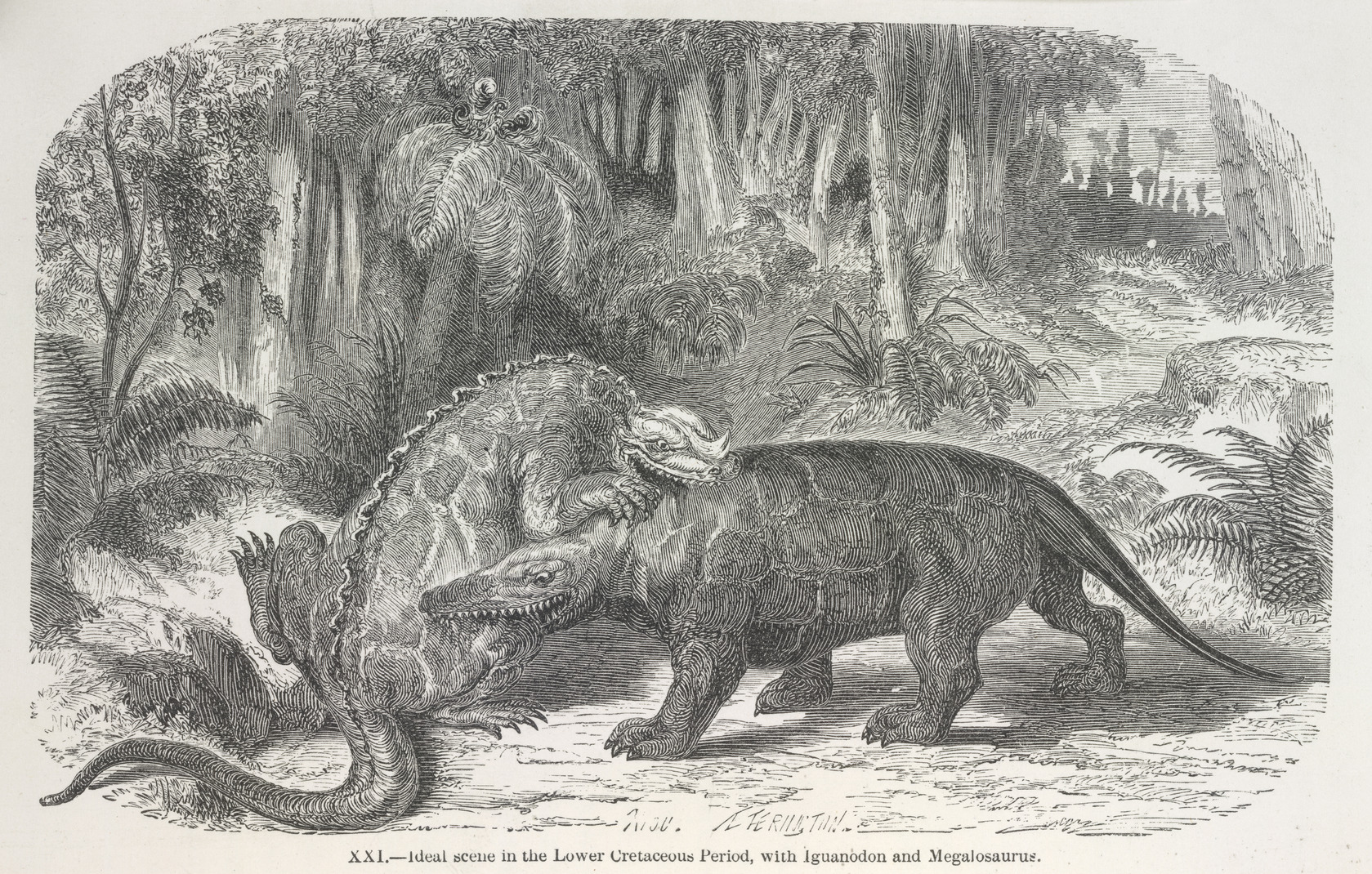
Dinosaurios en lucha (1865).

Más descubrimientos fueron hechos a principios del siglo XIX en la cantera de Stonesfield al norte de Oxford y adquiridos por el profesor William Buckland de la cátedra de geología de la Universidad de Oxford. En 1815, John Kidd informó sobre el hallazgo de huesos de tetrápodos gigantes, nuevamente en la cantera de Stonesfield. Las capas allí actualmente se consideran parte de la Formación de Piedra Caliza Taynton, que data de la etapa media de Bathoniense del Período Jurásico. Los huesos aparentemente fueron adquiridos por William Buckland , profesor de geología de la Universidad de Oxford y decano de la Iglesia de Cristo . Él no sabía a que tipo de animal pertenecían. En 1818, después de la Guerras Napoleónicas, el anatomista comparativo Francés Georges Cuvier visitó a Buckland en Oxford y afirmó que estos huesos fueron parte de un reptil gigante. Buckland publicó su descripción en Transactions of the Geological Society en 1824 donde afirmó que eran pertenecientes a un reptil gigante que caminaba en dos patas y lo nombró Megalosaurus. Sin embargo el físico James Parkinson había usado el nombre en un artículo de 1822, pero sin ninguna descripción o indicación del tipo del material, haciéndolo un nomen nudum. Buckland estudió los restos con su amigo William Conybeare, quien en 1821 se refirió a ellos como el "Lagarto enorme". En 1822, Buckland y Conybeare, en un artículo conjunto que se incluirá en los Ossemens de Cuvier, tenían la intención de proporcionar nombres científicos para las dos criaturas gigantes como lagartijas conocidas en ese momento, los restos encontrados cerca de Maastricht se llamarían Mosasaurus, visto como un animal que habitaba tierra firme, mientras que para el lagarto británico, Conybeare había ideado el nombre Megalosaurus, del griego μέγας, megas, "grande". Ese año no se produjo una publicación, pero el médico James Parkinson ya en 1822 anunció el nombre Megalosaurus, ilustrando uno de los dientes y revelando que la criatura tenía 12 metros de largo y 2,4 de alto. Generalmente se considera que el nombre en 1822 todavía era un nomen nudum. Buckland, impulsado por un Cuvier impaciente, continuó trabajando en el tema durante 1823, dejando que su esposa, Mary Morland, proporcionara dibujos de los huesos, que serían la base para ilustrar litografías. Finalmente, el 20 de febrero de 1824, durante la misma reunión de la Sociedad Geológica de Londres en el que Conybeare describió un espécimen muy completo de Plesiosaurus, Buckland anunció formalmente Megalosaurus . Las descripciones de los huesos en las Transacciones de la Sociedad Geológica, en 1824, constituyen una publicación válida del nombre. Megalosaurus fue el primer género de dinosaurios no aviar en ser nombrado, el primero de los cuales los restos habían sido descritos científicamente con certeza fue Streptospondylus , en 1808 por Cuvier.
Para 1824, el material disponible para Buckland consistía en el espécimen OUM J13505, una pieza de la mandíbula inferior derecha con un solo diente erupcionado, OUM J13577, una vértebra dorsal posterior, OUM J13579, una vértebra caudal anterior, OUM J13576, un sacro de cinco vértebras sacras, OUM J13585, una costilla cervical, OUM J13580, una costilla, OUM J29881, un ilion de la pelvis, OUM J13563, un pedazo del hueso púbico, OUM J13565, una parte del isquion, OUM J13561, un hueso del muslo y OUM J13572, la parte inferior de un segundo metatarsiano. Como él mismo sabía, no todos pertenecían al mismo individuo, solo se articulaba el sacro. Debido a que representaban a varios individuos, los fósiles descritos formaron una serie sintética. Según los estándares modernos, de estos se debe seleccionar un solo espécimen para que sirva como espécimen tipo en el que se basa el nombre. En 1990, Ralph Molnar eligió el famoso dentario, parte frontal de la mandíbula inferior, OUM J13505, como tal lectotipo. Debido a que no estaba acostumbrado a la profunda pelvis de los dinosaurios, mucho más alta que con los reptiles típicos, Buckland identificó erróneamente varios huesos, interpretando el hueso púbico como un peroné y confundiendo el isquion con una clavícula. Buckland identificó al organismo como un animal gigante perteneciente a los Sauria, los lagartos, en ese momento considerados como los cocodrilos, y lo colocó en el nuevo género Megalosaurus , repitiendo una estimación de Cuvier de que las piezas más grandes que describió, indicaron un animal de doce metros de largo en la vida. Buckland no había proporcionado un nombre específico , como no era raro a principios del siglo XIX, cuando el género todavía se veía como el concepto más esencial.  En 1826, Ferdinand von Ritgen le dio un nombre binomial, Megalosaurus conybeari, que no ha sido usado por posteriores autores y es considerado como nomen oblitum. Un año más tarde, en 1827, Gideon Mantell incluyó a Megalosaurus en su estudio geológico de Inglaterra del sudeste, y asignado la especie su nombre binomial actual, Megalosaurus bucklandii., pero no fue hasta 1842 en que Richard Owen acuñara el nombre Dinosauria. Meyer en 1832 uso el apelativo bucklandi para la especie, y ha sido seguido por numerosos autores, pero esto es incorrecto.  Hasta hace poco, la forma Megalosaurus bucklandi a menudo se usaba, a veces atribuida erróneamente a von Ritgen, pero el M. bucklandii tiene prioridad.
La primera reconstrucción fue realizada por el mismo Buckland. Consideraba que Megalosaurus era un cuadrúpedo. Pensaba que era un "anfibio", es decir, un animal capaz de nadar en el mar y caminar en tierra. En general, en su mente, Megalosaurus se parecía a un lagarto gigantesco, pero Buckland ya entendía por la forma de la cabeza del hueso del muslo que las piernas no estaban tan estiradas como erguidas. En la descripción original de 1824, Buckland repitió la estimación del tamaño de Cuvier de que Megalosaurus habría tenido 12 metros de largo con el peso de un elefante y 2,4 de alto. Sin embargo, esto se había basado en los restos presentes en Oxford. Buckland también se había apresurado a nombrar a su nuevo reptil en una visita que hizo a la colección de fósiles de Mantell, quien durante la conferencia anunció que había adquirido un hueso fósil de enorme magnitud, el doble de largo que acaba de describir. Hoy en día, se sabe que perteneció a Iguanodon, o al menos a algún iguanodóntido, pero en ese momento ambos hombres asumieron que este hueso también pertenecía a Megalosaurus. Incluso teniendo en cuenta los efectos de la alometría, animales más pesados que tienen huesos relativamente más robustos, Buckland se vio obligado en la versión impresa de su conferencia a estimar la longitud máxima de Megalosaurus a 18 a 21 metros. La existencia de Megalosaurus planteó algunos problemas para la ortodoxia cristiana, que típicamente sostenía que el sufrimiento y la muerte solo habían llegado al mundo a través del Pecado Original, que parecía irreconciliable con la presencia de un reptil devorador gigantesco durante una fase pre Adamita de la historia. Buckland rechazó la solución habitual, que tales carnívoros originalmente habrían sido vegetarianos pacíficos, como infantiles y afirmó en uno de los Tratados de Bridgewater que Megalosaurus había jugado un papel beneficioso en la creación al acabar con la vida de los animales viejos y enfermos, "para disminuir la cantidad total de sufrimiento animal".
Alrededor de 1840, se puso de moda en Inglaterra abrazar el concepto de la transmutación de especies como parte de un desarrollo general progresivo a través del tiempo, como se expresa en el trabajo de Robert Chambers. Como reacción, el 2 de agosto de 1841, Richard Owen, durante una conferencia a la Asociación Británica para el Avance de la Ciencia, afirmó que ciertos grupos de reptiles prehistóricos ya habían alcanzado el nivel organizativo de los mamíferos actuales, lo que implica que no había habido progreso. Owen presentó tres ejemplos de reptiles de nivel superior,  Iguanodon , Hylaeosaurus y Megalosaurus. Para estos, el "modelo de lagarto" fue completamente abandonado, habrían tenido una postura erguida y un metabolismo elevado. Esto también significaba que las estimaciones de tamaño anteriores habían sido exageradas. Simplemente agregando la longitud conocida de las vértebras, en lugar de extrapolar de un lagarto, Owen llegó a una longitud total del cuerpo para Megalosaurus de 9 metros. En la versión impresa de la conferencia publicada en 1842, Owen unió a los tres reptiles en un grupo separado, Dinosauria. Megalosaurus fue, por lo tanto, uno de los tres dinosaurios originales.

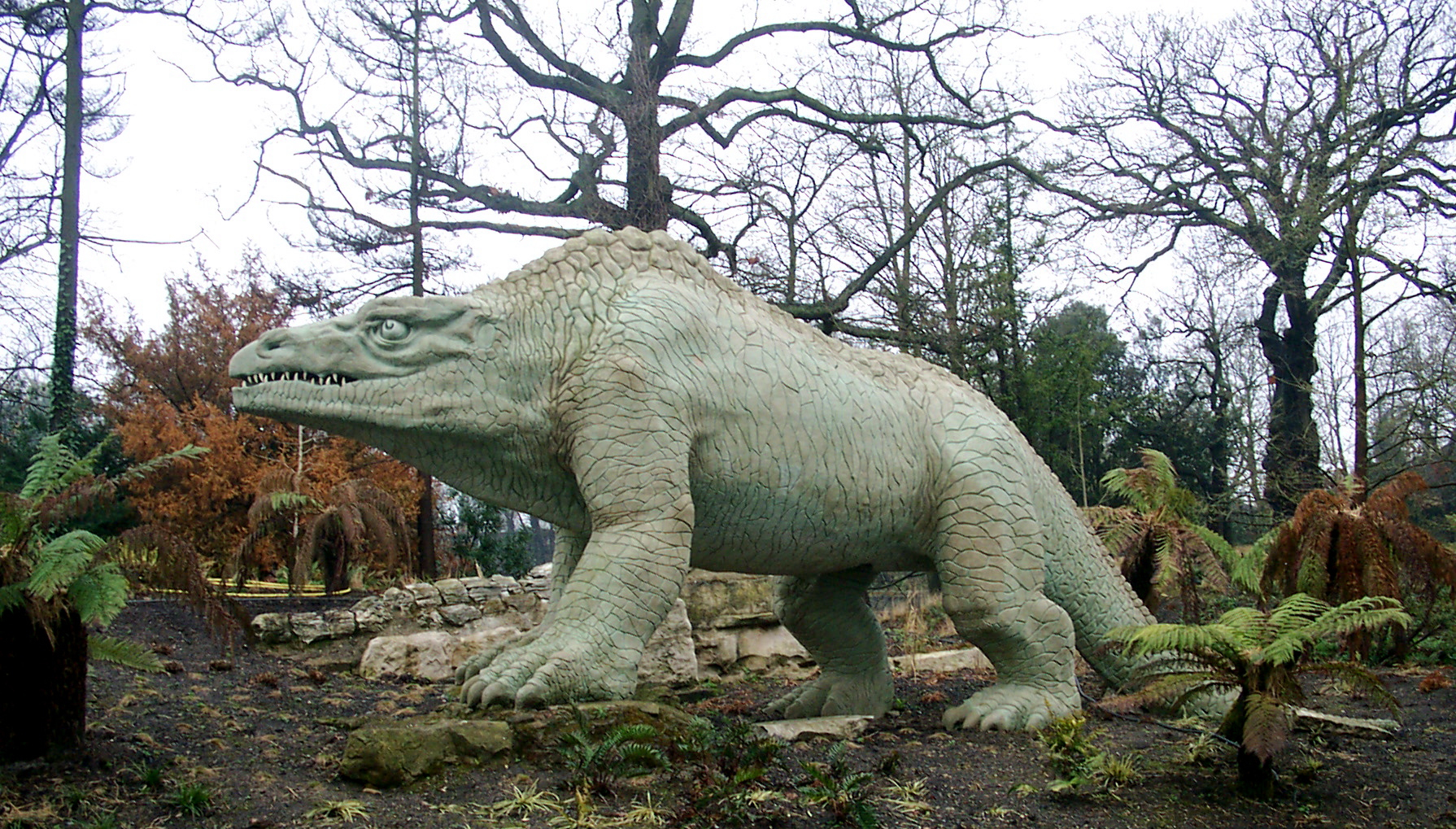
Reconstrucción en el Crystal Palace, en Londres. Como es típico en las primeras reconstrucciones de dinosaurios, Megalosaurus es representado como un cuadrúpedo, mientras las reconstrucciones modernas los muestran en postura bípeda, como todos los terópodos.

En 1852, Benjamin Waterhouse Hawkins recibió el encargo de construir un modelo de Megalosaurus de hormigón de tamaño natural para la exposición de animales prehistóricos en el Crystal Palace Park en Sydenham, donde permanece hasta nuestros días. Hawkins trabajó bajo la dirección de Owen y la estatua reflejó las ideas de Owen de que Megalosaurus habría sido un cuadrúpedo similar a un mamífero. La escultura en Crystal Palace Park muestra una notable joroba en los hombros y se ha sugerido que se inspiró en un conjunto de espinas vertebrales altas adquiridas por Owen a principios de la década de 1850. Hoy en día, son vistos como un género separado de Becklespinax , pero Owen los refirió a Megalosaurus. Los modelos en la exposición crearon una conciencia pública general por primera vez, al menos en Inglaterra, de que los antiguos reptiles habían existido.
La presunción de que los dinosaurios carnívoros, como Megalosaurus , eran cuadrúpedos fue cuestionada por primera vez por el hallazgo de 'Compsognathus' en 1859. Sin embargo, ese era un animal muy pequeño, cuya importancia para las formas gigantescas podría negarse. En 1870, cerca de Oxford, se descubrió el espécimen tipo de Eustreptospondylus, el primer esqueleto razonablemente intacto de un gran terópodo. Era claramente bípedo. Poco después, John Phillips creó la primera exhibición pública de un esqueleto de terópodo en Oxford, organizando los huesos conocidos de Megalosaurus, sostenidos por huecos en láminas de cartón, en una posición más o menos natural. Durante la década de 1870, los descubrimientos norteamericanos de grandes terópodos, como Allosaurus, confirmaron que eran bípedos. La exhibición del Museo de Historia Natural de la Universidad de Oxford contiene la mayoría de los especímenes de la descripción original de Buckland.

### Nuevos hallazgos y descripciones
Mucho tiempo después ya se habían hallado más de 20 especies en Sudamérica, Europa y Asia, la mayoría dientes o restos muy fragmentarios para asegurar su especie. En 1956 Von Huene encontró restos de lo que llamó Megalosaurus africanus en sedimentos del Cretácico que luego fueron clasificado como Carcharodontosaurus. En 1995 el hallazgo de una tibia con tres metatarsos, que eran más gruesos y fuertes que lo del M. bucklandii llevó a proponer una segunda especie llamada M. phillipsi que se encuentra en duda. Los hallazgos de sitios fuera de Inglaterra, especialmente en Francia, en el siglo XIX y XX han sido referidos a M. bucklandii. En 2010, Benson los consideró claramente diferentes o demasiado fragmentarios para establecer una identidad.
Las canteras en Stonesfield, que se trabajaron hasta 1911, continuaron produciendo fósiles de Megalosaurus bucklandii, en su mayoría huesos individuales de la pelvis y las extremidades posteriores. Las vértebras y los huesos del cráneo son raros. En 2010, Roger Benson contó un total de 103 especímenes de la pizarra de Stonesfield, de un mínimo de siete individuos. Ha sido discutible si este material representa un solo taxón. En 2004, Julia Day y Paul Barrett afirmaron que había dos morfotipos presentes, basados en pequeñas diferencias en los huesos del muslo. En 2008 Benson favoreció esta idea, pero en 2010 concluyó que las diferencias eran ilusorias. Un fragmento de maxilar, espécimen OUM J13506, fue asignado en 1869 por Thomas Huxley a M. bucklandii. En 1992 Robert Thomas Bakker afirmó que representaba a un miembro de los Sinraptoridae en 2007, Darren Naish pensó que era una especie separada perteneciente a los Abelisauroidea. En 2010, Benson señaló que el fragmento era básicamente indistinguible de otros maxilares de M. bucklandii conocidos, con los cuales, de hecho, no habían sido comparados por los otros autores.
Además de los hallazgos de la Formación de piedra caliza de Taynton, en 1939, Sidney Hugh Reynolds refirió restos a Megalosaurus que se había encontrado en la Formación de piedra caliza Chipping Norton más antigua que data de principios de Bathoniense, unos treinta dientes y huesos. Aunque la disparidad de edad hace problemático asumir una identidad con Megalosaurus bucklandii, en 2009 Benson no pudo establecer ninguna diferencia anatómica relevante con M. bucklandii entre los restos encontrados en un sitio, New Park Quarry, y por lo tanto, afirmó la referencia a esa especie. Sin embargo, en otro sitio, la cantera de Oakham, el material contenía un hueso, un ilion, que era claramente diferente.
A veces, los fósiles de huellas se han referido a Megalosaurus o al icnogénero Megalosauripus. En 1997, se encontró un famoso grupo de huellas fosilizadas, icnitas, en una cantera de piedra caliza en Ardley, a veinte kilómetros al noreste de Oxford. Se pensaba que habían sido hechos por Megalosaurus y posiblemente también algunos dejados por Cetiosaurus. Hay réplicas de algunas de estas huellas, ubicadas en el césped del Museo de Historia Natural de la Universidad de Oxford. Una huella era de un terópodo acelerando de caminar a correr. Según Benson, tales referencias no son demostrables, ya que las huellas no muestran rasgos exclusivos de Megalosaurus. Ciertamente, deberían limitarse a hallazgos de la misma edad que Megalosaurus bucklandii.

## Clasificación
En 1824, Buckland asignó Megalosaurus a Sauria, asumiendo dentro de Sauria una estrecha afinidad con los lagartos modernos, más que con los cocodrilos. En 1842, Owen convirtió a Megalosaurus en uno de los primeros tres géneros ubicados en Dinosauria. En 1850, el Príncipe Charles Lucien Bonaparte acuñó una familia separada de Megalosauridae con Megalosaurus como género tipo. Siendo un género conocido de hace tanto tiempo, la asignación de Megalosaurus ha variado con el correr de los años. En un principio se lo consideró un carnosaurio, como un miembro "primitivo", junto a los otros terópodos grandes cuando la separación de estos con los celurosaurianos se hacía solo por el tamaño. Era considerado más avanzado que Dilophosaurus, pero menos que Allosaurus. Posteriormente con la revisión de los terópodos en los últimos años, fue colocado por fuera de Carnosauria, pero dentro de Tetanurae, en la superfamilia Megalosauroidea también conocida como Torvosauroidea o Spinosauroidea y la familia Megalosauridae, subfamilia Megalosaurinae, los tetanuros gigantes más antiguos.
Sin embargo While Benson et al. en 2008 afirmaron que no hay pruebas positivas para que se refiera a M. bucklandii a Spinosauroidea y la morfología característica del dentario que está presente en todos los espinosauroides está ausente en Megalosaurus. Argumentan que en los espinosauroides, Torvosaurus, Dubreuillosaurus, Eustreptospondylus, Magnosaurus y los espinosáuridos, el dentario está ampliado en lateral para dar cabida al tercer alvéolo más grande, mientras que en Megalosaurus muestra una expansión mucho más sutil sobre todo entre el tercero a sexto de los alvéolos. Sin embargo, los autores también destacan un rasgo de Megalosaurus que sólo se encuentra en algunos espinosauroides, la ranura lato-paradental de abierta únicamente anterior. Este es compartido con Dubreuillosaurus y "Walkersaurus", pero no en Eustreptospondylus, Magnosaurus o Torvosaurus. Dejando la asignación de Megalosaurus a Spinosauridae de forma ambigua. A finales del siglo XX, el nuevo método de cladística permitió por primera vez calcular exactamente qué tan estrechamente se relacionaban varios taxones. En 2012, Matthew Carrano et al. mostraron que Megalosaurus era la especie hermana de Torvosaurus dentro de Megalosaurinae.

### Diagnóstico
Durante décadas después de su descubrimiento, los investigadores vieron a Megalosaurus como el dinosaurio carnívoro grande definitivo o típico. Como resultado, comenzó a funcionar como un "taxón de basurero", y muchos dinosaurios carnívoros grandes o pequeños de Europa y otros lugares fueron asignados al género. Esto cambió lentamente durante el siglo XX, cuando se hizo común restringir el género a los fósiles encontrados en el Jurásico medio de Inglaterra. Más restricciones ocurrieron a fines del siglo XX y principios del XXI, investigadores como Ronan Allain y Dan Chure sugirieron que los fósiles de la pizarra de Stonesfield quizás pertenecían a varias especies de dinosaurios terópodos, posiblemente no directamente relacionados. Investigaciones posteriores parecieron confirmar esta hipótesis, y el género Megalosaurus y la especie M. bucklandii se consideraron generalmente limitados al taxón que produjo el lectotipo, el dentario de la mandíbula inferior. Además, varios investigadores no lograron encontrar ninguna característica en esa mandíbula que pudiera usarse para distinguir Megalosaurus de sus parientes, lo que significaría que el género era dudoso. Sin embargo, un estudio exhaustivo realizado por Roger Benson y sus colegas en 2008, y varios análisis relacionados publicados en años posteriores, anularon el consenso previo al identificar varias autapomorfías, o características distintivas únicas, en la mandíbula inferior que podrían usarse para separar Megalosaurus de otros megalosáuridos.
Se han establecido varios rasgos distintivos de la mandíbula inferior. El surco longitudinal en la superficie externa del dentario es ancho. La cavidad del tercer diente del dentario no está agrandada. Visto desde arriba, el dentario es recto sin una punta de mandíbula expandida. Las placas interdentales, que refuerzan los dientes desde atrás, de la mandíbula inferior son altas. Benson también concluyó que sería muy parsimonioso asumir que el material de la pizarra de Stonesfield representa una sola especie. Si es así, se pueden observar varios rasgos distintivos adicionales en otras partes del esqueleto. La cresta vertical baja en el lado externo del ilion, sobre la articulación de la cadera, muestra surcos verticales paralelos. Las faldas óseas entre los ejes de los isquiones son gruesas y se tocan entre sí formando una superficie casi plana. Hay una protuberancia presente en el lado exterior inferior del eje del isquion con una superficie rugosa. La parte inferior de la segunda vértebra sacra tiene una quilla longitudinal angular. Una cresta en el lado superior del tercer metatarsiano conectada a un surco en el lado del segundo metatarsiano. El centro del borde frontal de la escápula forma una cresta delgada.
Todo paralectotipo y material referido es referido solo en forma provisional, puesto que no es comparable al dentario lectotipo, o debe todavía ser descrito. Al parecer había por lo menos dos terópodos grandes presentes en la pizarra de Stonesfield por lo que al menos algo del material conocido pueden pertenecer a esta segundo taxón Metriacanthosaurus "reynoldsi" o un abelisauroide sin nombrar. Day y Barrett separaron los supuestos fémures de M. bucklandii en dos grupos. El morfotipo A que es recto visto de frente, levemente convexo de lateral, con un canto longitudinal agudo anterior en el tercio proximal del eje, y carece un surco del extensor y el morfotipo B que es fuertemente sigmoideo visto de frente y levemente sigmoideo en lateral, carece el canto y tiene un surco del extensor. Uno de los especímenes del paralectotipo de M. bucklandii es del Morfotipo B, para asignar la morfología provisional a este taxón. El holotipo de Metriacanthosaurus "brevis" es un ilion ilustrado por Day y Barrett, que ellos no pueden distinguir de M. bucklandii. Pickering dice que el ilion de "M. brevis" y Metriacanthosaurus parkeri se caracteriza por su gran altura y brevedad, cosa diagnóstica para Metriacanthosaurus, los separa de los ilion de M. bucklandii y Allosaurus. Sin embargo, Day y Barrett encontraron que esto era una ilusión causada por un proceso postacetabular quebrado. No es necesariamente más corto, y de hecho se diferencia solamente de M. bucklandii en algunas proporciones de muy menor importancia causadas fácilmente por la variación y/o la distorsión individual.
De hecho, los caracteres que Pickering enumera como distinción de "M brevis" de M parkeri son en gran parte también los que distinguen a M. bucklandii de "M. parkeri" haciendo sinónimos a "M brevis" de M. bucklandii. Pero incluso en este caso, no hay razón para asignar los fémures del morfotipo A a un Metriacanthosaurus, puesto que este último tiene un fémur fuertemente sigmoideo de los sinraptóridos con surcos profundos del extensor, cabezas orientadas medialmente, y ningún surco entre el cóndilo lateral y la cresta tibiofibular.

### Filogenia
Cladograma según Carrano y colegas en 2012.

|  | Eustreptospondylus |
|  |                    |

|  | Duriavenator                                                 |
|  |                                                              |
|  | \| \| Megalosaurus \| \| \| \| \| \| Torvosaurus \| \| \| \| |
|  |                                                              |
|  | Megalosaurus                                                 |
|  |                                                              |
|  | Torvosaurus                                                  |
|  |                                                              |

|  | Megalosaurus |
|  |              |
|  | Torvosaurus  |
|  |              |

|  | Dubreuillosaurus |
|  |                  |
|  | Magnosaurus      |
|  |                  |

|  | Leshansaurus   |
|  |                |
|  | Piveteausaurus |
|  |                |

|  | Dubreuillosaurus |
|  |                  |
|  | Magnosaurus      |
|  |                  |

|  | Leshansaurus   |
|  |                |
|  | Piveteausaurus |
|  |                |

|  | Duriavenator                                                 |
|  |                                                              |
|  | \| \| Megalosaurus \| \| \| \| \| \| Torvosaurus \| \| \| \| |
|  |                                                              |
|  | Megalosaurus                                                 |
|  |                                                              |
|  | Torvosaurus                                                  |
|  |                                                              |

|  | Megalosaurus |
|  |              |
|  | Torvosaurus  |
|  |              |

|  | Dubreuillosaurus |
|  |                  |
|  | Magnosaurus      |
|  |                  |

|  | Leshansaurus   |
|  |                |
|  | Piveteausaurus |
|  |                |

|  | Dubreuillosaurus |
|  |                  |
|  | Magnosaurus      |
|  |                  |

|  | Leshansaurus   |
|  |                |
|  | Piveteausaurus |
|  |                |

|  | Eustreptospondylus |
|  |                    |

|  | Duriavenator                                                 |
|  |                                                              |
|  | \| \| Megalosaurus \| \| \| \| \| \| Torvosaurus \| \| \| \| |
|  |                                                              |
|  | Megalosaurus                                                 |
|  |                                                              |
|  | Torvosaurus                                                  |
|  |                                                              |

|  | Megalosaurus |
|  |              |
|  | Torvosaurus  |
|  |              |

|  | Dubreuillosaurus |
|  |                  |
|  | Magnosaurus      |
|  |                  |

|  | Leshansaurus   |
|  |                |
|  | Piveteausaurus |
|  |                |

|  | Dubreuillosaurus |
|  |                  |
|  | Magnosaurus      |
|  |                  |

|  | Leshansaurus   |
|  |                |
|  | Piveteausaurus |
|  |                |

|  | Duriavenator                                                 |
|  |                                                              |
|  | \| \| Megalosaurus \| \| \| \| \| \| Torvosaurus \| \| \| \| |
|  |                                                              |
|  | Megalosaurus                                                 |
|  |                                                              |
|  | Torvosaurus                                                  |
|  |                                                              |

|  | Megalosaurus |
|  |              |
|  | Torvosaurus  |
|  |              |

|  | Dubreuillosaurus |
|  |                  |
|  | Magnosaurus      |
|  |                  |

|  | Leshansaurus   |
|  |                |
|  | Piveteausaurus |
|  |                |

|  | Dubreuillosaurus |
|  |                  |
|  | Magnosaurus      |
|  |                  |

|  | Leshansaurus   |
|  |                |
|  | Piveteausaurus |
|  |                |

|  | Eustreptospondylus |
|  |                    |

|  | Duriavenator                                                 |
|  |                                                              |
|  | \| \| Megalosaurus \| \| \| \| \| \| Torvosaurus \| \| \| \| |
|  |                                                              |
|  | Megalosaurus                                                 |
|  |                                                              |
|  | Torvosaurus                                                  |
|  |                                                              |

|  | Megalosaurus |
|  |              |
|  | Torvosaurus  |
|  |              |

|  | Dubreuillosaurus |
|  |                  |
|  | Magnosaurus      |
|  |                  |

|  | Leshansaurus   |
|  |                |
|  | Piveteausaurus |
|  |                |

|  | Dubreuillosaurus |
|  |                  |
|  | Magnosaurus      |
|  |                  |

|  | Leshansaurus   |
|  |                |
|  | Piveteausaurus |
|  |                |

|  | Duriavenator                                                 |
|  |                                                              |
|  | \| \| Megalosaurus \| \| \| \| \| \| Torvosaurus \| \| \| \| |
|  |                                                              |
|  | Megalosaurus                                                 |
|  |                                                              |
|  | Torvosaurus                                                  |
|  |                                                              |

|  | Megalosaurus |
|  |              |
|  | Torvosaurus  |
|  |              |

|  | Dubreuillosaurus |
|  |                  |
|  | Magnosaurus      |
|  |                  |

|  | Leshansaurus   |
|  |                |
|  | Piveteausaurus |
|  |                |

|  | Dubreuillosaurus |
|  |                  |
|  | Magnosaurus      |
|  |                  |

|  | Leshansaurus   |
|  |                |
|  | Piveteausaurus |
|  |                |

|  | Eustreptospondylus |
|  |                    |

|  | Duriavenator                                                 |
|  |                                                              |
|  | \| \| Megalosaurus \| \| \| \| \| \| Torvosaurus \| \| \| \| |
|  |                                                              |
|  | Megalosaurus                                                 |
|  |                                                              |
|  | Torvosaurus                                                  |
|  |                                                              |

|  | Megalosaurus |
|  |              |
|  | Torvosaurus  |
|  |              |

|  | Dubreuillosaurus |
|  |                  |
|  | Magnosaurus      |
|  |                  |

|  | Leshansaurus   |
|  |                |
|  | Piveteausaurus |
|  |                |

|  | Dubreuillosaurus |
|  |                  |
|  | Magnosaurus      |
|  |                  |

|  | Leshansaurus   |
|  |                |
|  | Piveteausaurus |
|  |                |

|  | Duriavenator                                                 |
|  |                                                              |
|  | \| \| Megalosaurus \| \| \| \| \| \| Torvosaurus \| \| \| \| |
|  |                                                              |
|  | Megalosaurus                                                 |
|  |                                                              |
|  | Torvosaurus                                                  |
|  |                                                              |

|  | Megalosaurus |
|  |              |
|  | Torvosaurus  |
|  |              |

|  | Dubreuillosaurus |
|  |                  |
|  | Magnosaurus      |
|  |                  |

|  | Leshansaurus   |
|  |                |
|  | Piveteausaurus |
|  |                |

|  | Dubreuillosaurus |
|  |                  |
|  | Magnosaurus      |
|  |                  |

|  | Leshansaurus   |
|  |                |
|  | Piveteausaurus |
|  |                |

|  | Eustreptospondylus |
|  |                    |

|  | Duriavenator                                                 |
|  |                                                              |
|  | \| \| Megalosaurus \| \| \| \| \| \| Torvosaurus \| \| \| \| |
|  |                                                              |
|  | Megalosaurus                                                 |
|  |                                                              |
|  | Torvosaurus                                                  |
|  |                                                              |

|  | Megalosaurus |
|  |              |
|  | Torvosaurus  |
|  |              |

|  | Dubreuillosaurus |
|  |                  |
|  | Magnosaurus      |
|  |                  |

|  | Leshansaurus   |
|  |                |
|  | Piveteausaurus |
|  |                |

|  | Dubreuillosaurus |
|  |                  |
|  | Magnosaurus      |
|  |                  |

|  | Leshansaurus   |
|  |                |
|  | Piveteausaurus |
|  |                |

|  | Duriavenator                                                 |
|  |                                                              |
|  | \| \| Megalosaurus \| \| \| \| \| \| Torvosaurus \| \| \| \| |
|  |                                                              |
|  | Megalosaurus                                                 |
|  |                                                              |
|  | Torvosaurus                                                  |
|  |                                                              |

|  | Megalosaurus |
|  |              |
|  | Torvosaurus  |
|  |              |

|  | Dubreuillosaurus |
|  |                  |
|  | Magnosaurus      |
|  |                  |

|  | Leshansaurus   |
|  |                |
|  | Piveteausaurus |
|  |                |

|  | Dubreuillosaurus |
|  |                  |
|  | Magnosaurus      |
|  |                  |

|  | Leshansaurus   |
|  |                |
|  | Piveteausaurus |
|  |                |

|  | Eustreptospondylus |
|  |                    |

|  | Duriavenator                                                 |
|  |                                                              |
|  | \| \| Megalosaurus \| \| \| \| \| \| Torvosaurus \| \| \| \| |
|  |                                                              |
|  | Megalosaurus                                                 |
|  |                                                              |
|  | Torvosaurus                                                  |
|  |                                                              |

|  | Megalosaurus |
|  |              |
|  | Torvosaurus  |
|  |              |

|  | Dubreuillosaurus |
|  |                  |
|  | Magnosaurus      |
|  |                  |

|  | Leshansaurus   |
|  |                |
|  | Piveteausaurus |
|  |                |

|  | Dubreuillosaurus |
|  |                  |
|  | Magnosaurus      |
|  |                  |

|  | Leshansaurus   |
|  |                |
|  | Piveteausaurus |
|  |                |

|  | Duriavenator                                                 |
|  |                                                              |
|  | \| \| Megalosaurus \| \| \| \| \| \| Torvosaurus \| \| \| \| |
|  |                                                              |
|  | Megalosaurus                                                 |
|  |                                                              |
|  | Torvosaurus                                                  |
|  |                                                              |

|  | Megalosaurus |
|  |              |
|  | Torvosaurus  |
|  |              |

|  | Dubreuillosaurus |
|  |                  |
|  | Magnosaurus      |
|  |                  |

|  | Leshansaurus   |
|  |                |
|  | Piveteausaurus |
|  |                |

|  | Dubreuillosaurus |
|  |                  |
|  | Magnosaurus      |
|  |                  |

|  | Leshansaurus   |
|  |                |
|  | Piveteausaurus |
|  |                |

|  | Eustreptospondylus |
|  |                    |

|  | Duriavenator                                                 |
|  |                                                              |
|  | \| \| Megalosaurus \| \| \| \| \| \| Torvosaurus \| \| \| \| |
|  |                                                              |
|  | Megalosaurus                                                 |
|  |                                                              |
|  | Torvosaurus                                                  |
|  |                                                              |

|  | Megalosaurus |
|  |              |
|  | Torvosaurus  |
|  |              |

|  | Dubreuillosaurus |
|  |                  |
|  | Magnosaurus      |
|  |                  |

|  | Leshansaurus   |
|  |                |
|  | Piveteausaurus |
|  |                |

|  | Dubreuillosaurus |
|  |                  |
|  | Magnosaurus      |
|  |                  |

|  | Leshansaurus   |
|  |                |
|  | Piveteausaurus |
|  |                |

|  | Duriavenator                                                 |
|  |                                                              |
|  | \| \| Megalosaurus \| \| \| \| \| \| Torvosaurus \| \| \| \| |
|  |                                                              |
|  | Megalosaurus                                                 |
|  |                                                              |
|  | Torvosaurus                                                  |
|  |                                                              |

|  | Megalosaurus |
|  |              |
|  | Torvosaurus  |
|  |              |

|  | Dubreuillosaurus |
|  |                  |
|  | Magnosaurus      |
|  |                  |

|  | Leshansaurus   |
|  |                |
|  | Piveteausaurus |
|  |                |

|  | Dubreuillosaurus |
|  |                  |
|  | Magnosaurus      |
|  |                  |

|  | Leshansaurus   |
|  |                |
|  | Piveteausaurus |
|  |                |

|  | Eustreptospondylus |
|  |                    |

|  | Duriavenator                                                 |
|  |                                                              |
|  | \| \| Megalosaurus \| \| \| \| \| \| Torvosaurus \| \| \| \| |
|  |                                                              |
|  | Megalosaurus                                                 |
|  |                                                              |
|  | Torvosaurus                                                  |
|  |                                                              |

|  | Megalosaurus |
|  |              |
|  | Torvosaurus  |
|  |              |

|  | Dubreuillosaurus |
|  |                  |
|  | Magnosaurus      |
|  |                  |

|  | Leshansaurus   |
|  |                |
|  | Piveteausaurus |
|  |                |

|  | Dubreuillosaurus |
|  |                  |
|  | Magnosaurus      |
|  |                  |

|  | Leshansaurus   |
|  |                |
|  | Piveteausaurus |
|  |                |

|  | Duriavenator                                                 |
|  |                                                              |
|  | \| \| Megalosaurus \| \| \| \| \| \| Torvosaurus \| \| \| \| |
|  |                                                              |
|  | Megalosaurus                                                 |
|  |                                                              |
|  | Torvosaurus                                                  |
|  |                                                              |

|  | Megalosaurus |
|  |              |
|  | Torvosaurus  |
|  |              |

|  | Dubreuillosaurus |
|  |                  |
|  | Magnosaurus      |
|  |                  |

|  | Leshansaurus   |
|  |                |
|  | Piveteausaurus |
|  |                |

|  | Dubreuillosaurus |
|  |                  |
|  | Magnosaurus      |
|  |                  |

|  | Leshansaurus   |
|  |                |
|  | Piveteausaurus |
|  |                |

### Especies
Durante el siglo XIX, Megalosaurus fue visto como el dinosaurio carnívoro típico. Si se encontraron restos que no se consideraron lo suficientemente distintos como para justificar un género separado, a menudo dientes individuales, estos se clasificaron en Megalosaurus , que comenzó a funcionar como un taxón de basurero, una especie de género predeterminado. Finalmente, Megalosaurus contenía más especies que cualquier otro género de dinosaurios no aviar, la mayoría de ellos de dudosa validez. Durante el siglo XX, esta práctica se suspendió gradualmente. Pero los científicos que descubrieron terópodos que habían sido clasificados erróneamente bajo un grupo de animales diferente en la literatura antigua, todavía se sintieron obligados a cambiarles el nombre, eligiendo nuevamente Megalosaurus como el nombre genérico predeterminado.

#### Errores tipográficos
El primer lapsus calami publicado de Megalosaurus fue nombrado en 1913. Ameghino agregó una letra, una "'u", en Megalosaurus . Al hacerlo, nombró un nuevo género, "Megalousaurus", solo para crear un sinónimo de Megalosaurus. En 1926, von Huene publicó un artículo sobre una nueva especie. En el documento, escribió mal el género Megalosaurus cuatro veces. Estos errores ortográficos fueron "Megalasaurus", "Megolosaurus", "Megalosaurns" y "Megalosausus". Cada vez, creó un nuevo sinónimo de Megalosaurus. Más tarde, en 1964, Walker creó otro lapsus calami de Megalosaurus. Esta vez, la g en su nombre fue reemplazada accidentalmente por una q, erigiendo "Meqalosaurus".

#### Especies nombradas en elsigloXIX
En 1857, Joseph Leidy renombró a Deinodon horridus, Leidy, 1856, como Megalosaurus horridus, el "aterrador", un género basado en dientes. En 1858, Friedrich August Quenstedt nombró a Megalosaurus cloacinus, basado en un probable diente terópodo del Triásico tardío encontrado cerca de Bebenhausen, número de catálogo SMNH 52457. Es un nomen dubium. En 1869 Eugène Eudes-Deslongchamps nombró a Megalosaurus insignis, el "significativo", basado en un diente terópodo encontrado cerca de La Hève en Normandía, medía doce centímetros de largo, un tercio más que los dientes de M. bucklandii. El nombre al principio seguía siendo un nomen nudum, pero Gustave Lennier proporcionó una descripción en 1870. Hoy se considera como un taxón dudoso, un miembro indeterminado de Theropoda; el espécimen fue destruido en 1944 por un bombardeo. En 1870, Jean-Baptiste Greppin nombró a Megalosaurus meriani basado en el espécimen MH 350, un diente premaxilar encontrado cerca de Moutier y parte de la colección de Peter Merian. Hoy, esto se refiere a Ceratosaurus o se lo ve como un nomen dubium, un miembro indeterminado de Ceratosauria. En 1871, Emanuel Bunzel nombró restos encontrados cerca de Schnaitheim como Megalosaurus schnaitheimi. Es un nomen nudum, los fósiles posiblemente pertenecientes a Dakosaurus maximus. En 1876, J. Henry, un profesor de ciencias en Besançon, en una disertación publicada, nombró cuatro posibles dientes de dinosaurio del Triásico tardío encontrados cerca de Moissey como Megalosaurus obtusus, "el romo". Es un nomen dubium, quizás un terópodo o algún arcosaurio depredador indeterminado. En 1881, Harry Govier Seeley nombró dos posibles dientes de terópodos encontrados en Austria Megalosaurus pannoniensis. El nombre específico se refiere a Panonia. Es un nomen dubium, posiblemente un miembro indeterminado de Dromaeosauridae o Tyrannosauroidea. En 1883, Seeley nombró a Megalosaurus bredai, basado en el espécimen  BMNH 42997 encontrado cerca de Maastricht, Países Bajos. El nombre específico honra a Jacob Gijsbertus Samuël van Breda. En 1932, este fue clasificado en un género separado, Betasuchus, por Friedrich von Huene.
En 1882, Henri-Émile Sauvage nombró restos encontrados en Louppy-le-Château, dientes y vértebras del Cretácico inferior, Megalosaurus superbus, "el orgulloso". En 1923, este se convirtió en el género Erectopus. En 1884/1885, Wilhelm Barnim Dames, basado en el espécimen UM 84, un diente del Cretácico temprano, llamado Megalosaurus dunkeri, cuyo nombre específico honra a Wilhelm Dunker. En 1923, este fue reclasificado en le género separado Altispinax. En 1885, Joseph Henri Ferdinand Douvillé renombró a Dakosaurus gracilis Quenstedt 1885 como Megalosaurus gracilis. Hoy este cambio de nombre generalmente se rechaza. En 1889, Richard Lydekker nombró a Megalosaurus oweni cuyo nombre de especie es en honor de Owen, basado en una serie de metatarsianos del Cretácico inferior, que es el espécimen BMNH R2556. En 1991, este fue nombrado género Valdoraptor En 1892, Edward Drinker Cope cambió el nombre de Ceratosaurus nasicornis Marsh 1884 a Megalosaurus nasicornis. Esto había sido motivado en gran medida por el deseo de molestar a su rival Othniel Charles Marsh y el nombre no ha encontrado aceptación. En 1896, Charles Jean Julien Depéret nombró a Megalosaurus crenatissimus, "el muy almenado", basado en restos del Cretácico tardío hallados en Madagascar. En 1955 esta especie fue la base del nuevo género Majungasaurus. El nombre genérico Laelaps , utilizado por Cope para denotar un terópodo, había sido ya utilziado por un ácaro. Por lo tanto, Marsh había proporcionado el nombre de reemplazo Dryptosaurus, pero Henry Fairfield Osborn, un partidario de Cope, rechazó este reemplazo y, en 1898, renombró Laelaps aquilunguis en  1866 como Megalosaurus aquilunguis.
En 1965, Oskar Kuhn renombró a Zanclodon silesiacus, Jaekel 1910, como Megalosaurus? silesiacus. Es un nomen dubium basado en el diente de un arcosaurio depredador indeterminado del Triásico, encontrado en Silesia, quizás un terópodo. En 1966, Guillermo del Corro nombró a Megalosaurus inexpectatus, "el inesperado", ya que fue descubierto en un sitio de saurópodos con restos de Chubutisaurus, basado en el espécimen MACN 18.172, un diente encontrado en Argentina. Podría representar un miembro de Carcharodontosauridae. En 1970, Rodney Steel nombró dos especies de Megalosaurus. En primer lugar, cambió el nombre de Iliosuchus incognitus, Huene 1932, a Megalosaurus incognitus. En segundo lugar, cambió el nombre de Nuthetes destructor Owen 1854 a Megalosaurus destructor. Ambos géneros son considerados como diferentes de Megalosaurus. Michael Waldman en 1974 renombró a Sarcosaurus andrewsi Huene 1932 como Megalosaurus andrewsi. De hecho, algunos científicos no consideran que Sarcosaurus andrewsi esté directamente relacionado con la especie tipo de Sarcosaurus, Sarcosaurus woodi. En la misma publicación, Waldman nombró a Megalosaurus hesperis, "el occidental", basado en fragmentos de cráneo del Jurásico medio. En 2008 se creó el género separado Duriavenator. Del Corro en 1974 nombró a Megalosaurus chubutensis, basado en el espécimen MACN 18.189, un diente encontrado en la provincia de Chubut. Es un nomen dubium, un posible carcarodontosáurido, o un abelisáurido muy grande.

#### Especies nombradas en elsigloXX
En 1901, el barón Franz Nopcsa renombró a Laelaps trihedrodon, Cope 1877, como Megalosaurus trihedrodon. En la misma publicación, Nopcsa cambió el nombre de Poekilopleuron valens, Leidy 1870, a Megalosaurus valens, este probablemente representa material fósil de Allosaurus. En 1902, Nopcsa nombró a Megalosaurus hungaricus basado en dos dientes encontrados en Transilvania, entonces parte del Reino de Hungría. Los especímenes, MAFI ob. 3106, se perdieron más tarde. Representa un terópodo indeterminado. En 1903, Louis Dollo nombró a Megalosaurus lonzeensis basándose en una garra manual encontrada cerca de Lonzee en Bélgica. Él había reportado esta garra por primera vez en 1883, y como resultado algunas fuentes por error indican este año como la fecha del nombramiento. Quizás representa un miembro de Noasauridae, o un miembro indeterminado de los Coelurosauria. Entre 1907 y 1908, von Huene renombró a Streptospondylus cuvieri, Owen 1842, basado en una vértebra parcial actualmente perdida, como Megalosaurus cuvieri.. Este se considera como un nomen dubium, un miembro indeterminado de los Tetanurae. En 1909, Richard Lydekker nombró a Megalosaurus woodwardi, basado en un maxilar con diente, la muestra el espécimen BMNH 41352. Esto se ve hoy como un nomen dubium, un miembro indeterminado de Theropoda.
En 1910, Arthur Smith Woodward nombró a Megalosaurus bradleyi basado en una calavera del Jurásico medio, cuyo nombre de especie es en honor del coleccionista F. L. Bradley. En 1926, fue renombrado en el nuevo género Proceratosaurus. En 1920, Werner Janensch nombró a Megalosaurus ingens, "el enorme", basado en el espécimen MB R 1050, un diente de 12 centímetros de largo del África Oriental Alemana. Posiblemente representa un gran miembro de Carcharodontosauridae, Carrano et al. lo vio como un miembro indeterminado de los Tetanurae. En 1923, von Huene renombró Poekilopleuron bucklandii Eudes-Deslongchamps 1838 como Megalosaurus poikilopleuron. Hoy en día, el género Poekilopleuron generalmente se considera válido. En la misma publicación, von Huene nombró dos especies adicionales de Megalosaurus. El primero fue Megalosaurus parkeri, su nombre específico es en honor a William Kitchen Parker y basado en una pelvis, huesos de las piernas y vértebras del Cretácico Superior. Esto se convertiría en el género independiente Metriacanthosaurus en 1964. El segundo fue Megalosaurus nethercombensis, llamado así por su procedencia de Nethercombey basado en dos dentarios, huesos de las piernas, una pelvis y vértebras del Jurásico medio, que el propio von Huene en 1932 hizo del género separado Magnosaurus. En 1925, Depéret, basado en dos dientes de Argelia, nombró Megalosaurus saharicus. Entre 1931 y 1932 se hizo el género separado Carcharodontosaurus. En 1956, von Huene, por error, nombró a la misma especie como Megalosaurus africanus, con la intención de basarla en restos de Marruecos, pero refiriéndose a los dientes argelinos; esto implica que M. africanus es un sinónimo más moderno objetivo de M. saharicus. En 1926, von Huene nombró a Megalosaurus lydekkeri, su nombre específico en honor a Richard Lydekker, basado en BMNH 41352, es decir, el mismo espécimen que ya se había hecho el holotipo de M. woodwardi, Lydekker, 1909. Esto implica que M. lydekkeri es un sinónimo más moderno objetivo de M. woodwardi. También se ve como un nomen dubium. En la misma publicación, von Huene nombró a Megalosaurus terquemi basado en tres dientes encontrados cerca de Hettingen, cuyo nombre de especie se refiere a Olry Terquem. Es visto como un nomen dubium, dado que su material fósil probablemente representa a algún miembro de los Phytosauria o algún otro arcosaurio. En 1932, una obra de von Huene mencionó un Megalosaurus (Magnosaurus) woodwardi, un sinónimo de Magnosaurus woodwardi nombrado en el mismo libro. Su espécimen tipo difiere del anterior Megalosaurus woodwardi, Lydekker 1909, por lo cual los dos nombres no son sinónimos. En 1954, Samuel Welles nombró a Megalosaurus wetherilli. Esta especie es excepcional por estar basada en un esqueleto bastante completo, encontrado en Arizona, del Jurásico inferior. Su nombre de especie honra a John Wetherill. En 1970, Welles lo convirtió en el género separado Dilophosaurus. En 1955, Albert-Félix de Lapparent nombró a Megalosaurus mersensis basado en una serie de veintitrés vértebras encontradas cerca de Tizi n'Juillerh en una capa de la Formación El Mers de Marruecos. Este probablemente representa un miembro de los Mesosuchia. En 1956, Alfred Sherwood Romer renombró a Aggiosaurus nicaeensis, Ambayrac 1913, basándose en una mandíbula inferior encontrada cerca de Niza, por la autoridad de von Huene en Megalosaurus nicaeensis. Originalmente se había considerado como un cocodrilo; La opinión actual confirma esto. En 1957, de Lapparent nombró a Megalosaurus pombali basado en tres dientes encontrados cerca de Pombal en el Jurásico de Portugal. Hoy se lo ve como un nomen dubium, un miembro indeterminado de Theropoda.
En 1985, Zhao Xijin nombró dos especies de Megalosaurus encontradas en el Tíbet. Anteriormente había mencionado estas especies en una disertación inédita de 1983, lo que implica que inicialmente eran inválidas al ser nomina ex dissertatione. Sin embargo, su publicación de 1985 no contenía descripciones, por lo que los nombres siguen siendo nomina nuda. La primera especie fue Megalosaurus dapukaensis, llamada así por el Grupo Dapuka. Fue nombrado por error en la segunda edición del libro The Dinosauria como Megalosaurus cachuensis. La segunda especie fue Megalosaurus tibetensis. Entre 1987 y 1988, Monique Vianey-Liaud renombró a Massospondylus rawesi, Lydekker, 1890, basado en el espécimen NHMUK R4190, un diente del Maastrichtiense de la India, en Megalosaurus rawesi. Este es un nomen dubium, un posible miembro de los Abelisauridae. En 1988, Gregory S. Paul renombró a Torvosaurus tanneri Galton y Jensen 1979 como Megalosaurus tanneri. El cambio no ha encontrado aceptación. En 1973 Anatoly Konstantinovich Rozhdestvensky había renombrado a Poekilopleuron schmidti, Kiprijanow 1883, como Megalosaurus sp. Sin embargo, como es formalmente imposible cambiar una especie con nombre por una sin nombre, George Olshevsky en 1991 utilizó la nueva combinación Megalosaurus schmidti. Es una quimera. En 1993, Ernst Probst y Raymund Windolf renombraron por error a Plateosaurus ornatus, Huene 1905, como Megalosaurus ornatus al mencionar el último nombre en una lista de especies. Este puede verse como un nomen vanum. La misma publicación nombró a la icnoespecie Megalosauropus teutonicus Kaever & Lapparent 1974 como Megalosaurus teutonicus. En 1997, Windolf renombró a Saurocephalus monasterii, Münster 1846, basado en un diente encontrado cerca de Hannover como Megalosaurus monasterii. Es un nomen dubium, un miembro indeterminado de Theropoda. En 1998, Peter Malcolm Galton renombró s Zanclodon cambrensis Newton 1899, basándose en una mandíbula inferior izquierda, el espécimen BGS 6532 encontrado en Bridgend , como Megalosaurus cambrensis? porque no era un sauropodomorfo basal. Es el sinónimo más antiguo de Gressylosaurus cambrensis, Olshevsky 1991. El nombre de especie se refiere a Cambria, el nombre latino de Gales. Probablemente representa un miembro de los Coelophysoidea, o algún otro arcosaurio depredador.

### Listado de especies

#### Especies válidas
- M. bucklandii Mantell, 1827 tipo[24] "M. conybearei"  (N.O.) Ritgen, 1826=M. bucklandii[23] Primer nombre dado a M. bucklandii que no fuera usado en 50 años.

#### Posible especie
- "M. phillipsi"  (N.N.) Welles, Powell, & Pickering vide Pickering, 1995[44] una posible segunda especie de Megalosaurus.

#### Especies inciertas
- M. cachuensis (N.N.) Weishampel, Barrett, Coria, Le Loeuff, Xu, Zhao, Sahni, Gomani and Noto, 2004 = Un terópodo posiblemente tetanuro del Jurásico Medio en China, puede ser o no "M. dapukaensis".[98]
- M. dapukaensis  (N.N.) Zhao, 1986 Neoterópodo del Jurásico medio de Xinjiang, China.[99]
- M. tibetensis  (N.N.) Zhao, 1986 Neoterópodo del Jurásico medio de Xinjiang, China[99]
- M. chubutensis  (N.D.) Corro, 1974>Theropoda incertae sedis. Neoterópodo de la Formación Cerro Castillo del Albiense, Cenomaniense en Chubut Argentina. Conocido solo por un diente, se diferencia de "M." inexpectatus por la falta de estrías en el esmalte.[100]
- M. hungaricus  (N.D.) Nopcsa, 1901>Theropoda incertae sedis. Un neoterópodo de Hungría, conocido por dos dientes de una formación geológica del Coniaciense, Santoniense distinta al Lecho Sinpetru.[101]
- M. inexpectatus  (N.D.) Corro, 1966>Theropoda incertae sedis. Neoterópodo de la Formación Cerro Castillo del Albiense, Cenomaniense en Chubut Argentina. Conocido poor un diente con esmalte con estrías muy parecidas a las de Carcharodontosaurus, por lo que se lo considera un carcarodontosáurido, aunque otros taxones también tiene estas estrías como Fukuiraptor.[102]
- M. ingens  (N.D.) Janensch, 1920>Ceratosauria incertae sedis, conocido por un diente, también es llamado Ceratosaurus ingens, de Tanzania de finales del Jurásico en la Formación Tendaguru. Rauhut en 1995, noto similitudes con Carcharodontosaurus en las edentaduras.[103]
- M. insignis  (N.D.) Eudes-Deslongchamps & Lennier, 1870>Theropoda incertae sedis. Conocido por varios restos aislados de Francia y Portugal. Está datado de principios del Kimmeridgiense.[104]
- M. lonzeensis  (N.D.) Dollo, 1883>Theropoda incertae sedis. También llamado Ornithomimus lonzeensis y Struthiomimus lonzeensis, fue encontrado en el Santoniense de Bélgica. Conocida por el hueso que sostiene una garra, al parecer no es un ornitomimosauriano, ni un tetanuro basal, pudiendo ser un noasáurido o un dromeosáurido.[105]
- M. lydekkeri  (N.D.) Huene, 1926>Theropoda incertae sedis. También conocido como Magnosaurus lydekkeri, conocido del Sinemuriense de Inglaterra.[106]
- M. meriani  (N.D.) Greppin, 1870>Ceratosauria incertae sedis. Conocido por un diente de Suiza del Jurásico Superior al Cretácico Inferior, posiblemente un pariente de Ceratosaurus dentisulcatus.[107]
- M. pannoniensis  (N.D.) Seeley, 1881>Theropoda incertae sedis. Conocido por dos dientes del Campaniaense, Maastrichtiense, de Austria y Portugal.[108]
- M. pombali  (N.D.) Lapparent & Zybszewski, 1957>Theropoda incertae sedis. El material viene de lugares distintos de Portugal, y no muestra ninguna evidencia de pertenecer a una sola especie, del Kimmeridgiense, Titoniense.[109]
- M. terquemi  (N.D.) Huene, 1926>Theropoda incertae sedis. Del Hettangiense de Francia, basado en un solo diente.[110]

#### Especies reasignadas
- "M. crenatissimus"  Deperet, 1896=Majungasaurus crenatissimus[111]
- "M. africanus"  (N.D.) Huene, 1956=Carcharodontosaurus saharicus[112]
- "M. bradleyi" Woodward, 1910=Proceratosaurus bradleyi[113]
- "M. cambrensis2  (?N.D.) (Newton, 1899 (originalmente "Zanclodon")="Newtonsaurus cambrensis"[114]
- "M. cloacinus"  (N.D.) Quenstedt, 1858=?Plateosaurus engelhardti
- "M. cuvieri"  (N.D.) Owen, 1842 (originalmente Streptospondylus)=Streptospondylus altdorfensis[115]
- "M. mersensis"  (N.D.) Lapparent, 1955= Un no dinosaurio[116]
- "M. nethercombensis" Huene, 1926=Magnosaurus nethercombensis[110]
- "M. obtusus" (N.D.) Henry, 1876=?Plateosaurus engelhardti
- "M. oweni" Lydekker, 1889=Valdoraptor oweni[117]
- "M. parkeri" Huene, 1923=Metriacanthosaurus parkeri[2]
- "M. poikilopleuron" Huene, 1923=Poekilopleuron bucklandii[2]
- "M. saharicus" Deperet & Savornin, 1927=Carcharodontosaurus saharicus[118]
- "M. schnaitheimii"  (N.D.) Bunzel, 1871= Un no dinosaurio
- "M. superbus" Sauvage, 1882=Erectopus superbus[119]
- "M. tanneri"Galton and Jensen, 1979 (originalmente Torvosaurus)=Torvosaurus tanneri[120]
- "M. wetherilli" Welles, 1954=Dilophosaurus wetherilli[1]
- "M. bredai"  (N.D.) Seeley, 1883>Betasuchus bredai[121]
- "M. dunkeri"  (N.D.) Dames, 1884>Altispinax dunkeri
- "M. hesperis" Waldman, 1974>Duriavenator hesperis[122]
- "M. aquilunguis"  (N.D.) Cope, 1926= Dryptosaurus aquilunguis[123]
- "M. destructor"  Owen, 1854=Nuthetes destructor[124]

## Paleoecología
Viviendo en lo que ahora es Europa, durante el Período Jurásico, entre 201 a 145 millones de años, Megalosaurus pudo haber cazado estegosáuridos y saurópodos. Las descripciones repetidas durante el siglo XIX y principios del siglo XX de Megalosaurus cazando Iguanodon, otro de los primeros dinosaurios nombrados, a través de los bosques que luego cubrieron el continente ahora se sabe que son inexactos, porque los esqueletos de Iguanodon se encuentran en formaciones cretácicas tempranas mucho más jóvenes. Los únicos especímenes pertenecientes a Megalosaurus bucklandii son del Bajo a Medio Bathoniense de Oxfordshire y Gloucestershire. Ningún material de fuera de las formaciones de Bathoniense de Inglaterra puede ser referido a Megalosaurus. Vivió junto a los terópodos Cruxicheiros, Iliosuchus y Streptospondylus, y los saurópodos Cardiodon, Cetiosaurus y posiblemente Cetiosauriscus. El pterosaurio Rhamphocephalus y los restos indeterminados de saurópodos y ornitópodos también se han encontrado junto a los fósiles de Megalosaurus.
Benson en 2010 concluyó, por su tamaño y distribución común, que Megalosaurus era el depredador de su hábitat . Vio la ausencia de Cetiosaurus en el Macizo Armorican francés como una indicación de que Megalosaurus tampoco vivía en esa isla y se limitaba al Macizo Brabante de Londres.

## Paleobiología
Una costilla de Megalosaurus descrita en 1856 y 1884 por Sir Richard Owen tiene una mancha inflamada patológica cerca de la base de su proceso capitular. El punto hinchado parece haber sido causado por una fractura curada y se encuentra en el punto donde se habría articulado con su vértebra.

## En la cultura popular
Megalosaurus tiene el privilegio de ser el primer dinosaurio en aparecer en cualquier medio popular. En la novela de Charles Dickens, Casa desolada, comienza con una descripción de la niebla, cuyo carácter primordial es acentuado por la mención de Megalosaurus. También ha hecho una variedad de otras apariciones. Un Megalosaurus es uno de los dinosaurios principales ofrecidos por John Brosnan en su novela de 1984, Carnosaurio aunque no fue ofrecido en la adaptación a película. También aparece en el episodio 45 de la serie japonesa Dino Rey como uno de los dinosaurios creados por el Dr. Z. La serie Dinosaurios (Dinosaurs, 1991-1994), presenta a Earl Sinclair, un megalosaurio, como el padre de una familia de dinosaurios antropomórficos.